# Watergun
Watergun è un singolo del cantante svizzero Remo Forrer, pubblicato il 7 marzo 2023.

## Promozione
Il 20 febbraio 2023 l'emittente radiotelevisiva svizzera SRF ha annunciato di avere selezionato internamente Remo Forrer come rappresentante nazionale all'Eurovision Song Contest 2023 a Liverpool. Il 7 marzo Watergun è stato annunciato come suo brano eurovisivo e pubblicato in digitale. Nel maggio successivo, dopo essersi qualificato dalla prima semifinale, Remo Forrer si è esibito nella finale eurovisiva, dove si è piazzato al 20º posto su 26 partecipanti con 92 punti totalizzati.

## Tracce
Testi e musiche di Argyle Singh, Ashley Hicklin e Mikolaj Trybulec.
1. Watergun – 2:52

## Classifiche
| Classifica (2023) | Posizione massima |
| ----------------- | ----------------- |
| Austria           | 70                |
| Finlandia         | 26                |
| Islanda           | 27                |
| Lituania          | 27                |
| Svizzera          | 2                 |